# シモン・ツォラー
シモン・ツォラー（Simon Zoller 、1991年6月26日 - ）は、ドイツ・フリードリヒスハーフェン出身の元サッカー選手。現役時代のポジションはフォワード。

## 経歴
シュトゥットガルト、ウルムの下部組織を渡り歩いた後にカールスルーエSCと契約。2010年11月の2. ブンデスリーガ・VfLオスナブリュック戦でプロデビュー。このシーズン、カールスルーエは3部降格が決定したため、VfLオスナブリュックに移籍した。2013年6月、1.FCカイザースラウテルンに4年契約で加入。翌年、カイザースラウテルンでのパフォーマンスが評価され1.FCケルンに4年契約で加入した。移籍金は300万ユーロ。
しかし2014–15シーズン前半戦は思うように活躍できず、冬に古巣カイザースラウテルンにレンタルで復帰した。
2019年1月、VfLボーフムに移籍した。
2023年9月1日、FCザンクトパウリに移籍した。2025年4月、現役引退を発表。